# CCL5
CCL5（C-C motif chemokine ligand 5）もしくはRANTES（regulated on activation, normal T cell expressed and secreted）は、ヒトではCCL5遺伝子にコードされるタンパク質である。CCL5遺伝子は1990年にin situハイブリダイゼーションによって発見され、染色体上では17q11.2-q12に位置している遺伝子である。RANTESという名称は最初に記載を行ったTom Schallによって命名されたもので、アルゼンチン映画「南東からきた男」で精神病棟に現れたRantésという名の宇宙人から取ったものである。

## 機能
CCL5はケモカインのCCサブファミリーに属し、N末端近傍にシステイン残基が並んでいる。古典的な走化性サイトカイン（ケモカイン）として作用する、68アミノ酸からなる8 kDaのタンパク質である。CCL5は炎症性ケモカインであり、炎症部位に白血球をリクルートする。T細胞、好酸球、好塩基球に対する走化性因子であるが、単球、NK細胞、樹状細胞、マスト細胞も誘引する。また、T細胞から放出される特定のサイトカイン（IL-2とIFN-γ）の助けを借りて、特定のNK細胞の増殖と活性化によってCHAK（CC chemokine-activated killer）細胞の形成を誘導する。CD8+T細胞から放出されるHIV抑制因子でもある。
CCL5は主にT細胞と単球に発現しているが、B細胞での発現は示されていない。さらに、上皮細胞、線維芽細胞、血小板でも豊富に発現している。7回膜貫通型Gタンパク質共役受容体（GPCR）ファミリーに属する受容体CCR1、CCR3、CCR4、CCR5に結合するが、最も親和性が高いのはCCR5である。CCR5はT細胞、平滑筋細胞、内皮細胞、上皮細胞、実質細胞やその他の細胞種の表面に発現している。CCL5がCCR5に結合するとPI3Kがリン酸化され、リン酸化されたPI3KはプロテインキナーゼB（Akt/PKB）のSer473をリン酸化する。Akt/PKBはGSK-3をリン酸化し、不活性化する。CCL5/CCR5の結合後には、その他のタンパク質も同様に調節される。Bcl-2は発現が高まり、アポトーシスを誘導する。β-カテニンはリン酸化され、分解される。細胞周期に重要なタンパク質であるサイクリンDはGSK-3の不活性化に伴って阻害される。
CCL5はT細胞の活性化の「後期」（3–5日後）に発現している遺伝子の探索から同定された。その後、CCケモカインであることや、ヒトの疾患100種類以上で発現していることが明らかにされた。T細胞でのCCL5の発現はKLF13によって調節されている。CCL5遺伝子はTCRを介したT細胞の活性化から3–5日後に活性化される。このことは、他のケモカインの大部分が細胞刺激の直後に放出されることと異なっている。CCL5は炎症の維持に関与している。また、細胞の炎症部位への遊走に重要なマトリックスメタロプロテアーゼの発現も誘導する。CCL5はNK細胞でも発現している可能性がある。SP1転写因子はCCL5遺伝子の近傍に結合し、恒常的なmRNA転写を媒介している。この転写因子はJNK/MAPK経路によって調節されている。メモリーCD8+T細胞はTCR刺激の直後にCCL5を分泌することができるが、それは細胞質に多数のCCL5 mRNAが存在し、分泌を翻訳のみに依存しているためである。
RANTES（CCL5）は関連ケモカインであるMIP-1α、MIP-1βと共に、活性化されたCD8+T細胞やその他の免疫細胞から分泌されるHIV抑制因子として同定されている。RANTESはラクトバシラス属の細菌でのin vivo産生のための改変が行われており、HIVの進入を阻害する、生きた局所的抗ウイルス薬としての開発が行われている。

## 相互作用
CCL5はCCR3、CCR5、CCR1と相互作用することが示されている。また、CCL5はGタンパク質共役受容体GPR75を活性化する。
CCL5にはその濃度によって2通りの作用機序が存在する。
- 低濃度では、CCL5は単量体もしくは二量体として作用する。CCR5への結合には二量体化は必要ではない。CCL5はnM濃度では古典的ケモカインとして作用し、受容体に結合する。古典的ケモカインとしての作用と二量体化には、分子のN末端領域が重要である。
- 高濃度では、CCL5は細胞表面のグリコサミノグリカンへ結合し、自己凝集体を形成する。この作用には、Glu66とGlu26が重要である。これらの残基はタンパク質の表面に位置し、イオン間相互作用を行う。これらの残基をセリンに置換した分子では、自己凝集は起こらない[27]。In vitroでは、この自己凝集体は白血球の強力な活性化因子となる。分裂促進因子として作用し、その作用は受容体への結合には依存していない。活性化されたT細胞（や単球や好中球などその他の細胞）は増殖もしくはアポトーシスのいずれかを起こし、IL-2、IL-5、IFN-γなどの炎症性サイトカインを放出する[8]。T細胞でのCCL5を介したアポトーシスには、細胞質へのシトクロムcの放出、カスパーゼ-9とカスパーゼ-3の活性化などが伴う。アポトーシスは細胞表面のグリコサミノグリカンへの結合に依存しており、アポトーシスの誘導には少なくとも4分子のCCL5が結合が必要である[28]。

## 臨床的意義
CCL5は臓器移植、抗ウイルス免疫、腫瘍形成のほか、ウイルス性肝炎やCOVID-19など多数の疾患と関係している。
一例として、腎移植の拒絶反応としてCCL5が上昇する。
CCL5の重要性は、微生物がそのケモカイン活性を回避するさまざまな戦略をとっていることから裏付けられる。例えば、ヒトサイトメガロウイルスはウイルス性受容体アナログUS28を発現することで、CCL5を隔離する。CCL5はウイルス特異的に活性化されたCD8+T細胞からパーフォリンやグランザイムAとともに放出される。Fas/FasL相互作用を介して他の細胞を死滅させる細胞傷害性T細胞では、CCL5はHIV特異的な細胞傷害性を高める。さらに、低濃度のCCL5はHIVの複製を阻害する可能性がある。CCL5は（他の2種類のケモカインとともに）CD4＋T細胞表面のCCR5に結合する。CCR5はHIVが細胞へ進入するために利用される受容体である。逆に、高濃度ではCCL5はHIVの複製を高める可能性がある。CCL5は他のウイルスに対する抗ウイルス応答にも関与している。一例として、リンパ球性脈絡髄膜炎ウイルスに感染したマウスではCCL5が高度に発現していることが示されている。CCL5ノックアウトマウスでは、ウイルス特異的CD8+T細胞の細胞傷害活性の低下、サイトカイン産生の減少、阻害分子の産生の亢進がみられる。このことはウイルスの慢性感染時のCCL5の重要性を強調している。
また、乳がん、肝細胞がん、胃がん、前立腺がん、膵臓がんなど、多くのがんでCCL5の上昇が観察される。その他、CCL5はCOVID-19、SARS、アトピー性皮膚炎、気管支喘息、糸球体腎炎、アルコール性肝疾患、急性肝不全、ウイルス性肝炎など、さまざまな疾患で重要な役割を果たしている。

## 関連文献
- “HIV-1 Vpr and anti-inflammatory activity”. DNA and Cell Biology 23 (4):  239–247. (April 2004). doi:10.1089/104454904773819824. PMID 15142381.
- “Viral infections and cell cycle G2/M regulation”. Cell Research 15 (3):  143–149. (March 2005). doi:10.1038/sj.cr.7290279. PMID 15780175.
- “HIV-1 viral protein R (Vpr) & host cellular responses”. The Indian Journal of Medical Research 121 (4):  270–286. (April 2005). PMID 15817944.
- “Roles of HIV-1 auxiliary proteins in viral pathogenesis and host-pathogen interactions”. Cell Research 15 (11–12):  923–934. (2006). doi:10.1038/sj.cr.7290370. PMID 16354571.
- “RANTES stimulates Ca2+ mobilization and inositol trisphosphate (IP3) formation in cells transfected with G protein-coupled receptor 75”. British Journal of Pharmacology 149 (5):  490–497. (November 2006). doi:10.1038/sj.bjp.0706909. PMC 2014681. PMID 17001303.